# Яванска свиня
Яванска свиня (Sus verrucosus) е вид бозайник от семейство Свиневи (Suidae). Видът е застрашен от изчезване.

## Разпространение и местообитание
Разпространен е в Индонезия.